# Pusher-in-the-Face
Pusher-in-the-Face è un cortometraggio del 1929 diretto da Robert Florey, tratto dall'omonimo racconto di Francis Scott Fitzgerald pubblicato sulla rivista Woman's Home Companion del febbraio 1925. Fitzgerald ne firmò anche la sceneggiatura.

## Produzione
Il film, prodotto dalla Paramount Pictures, utilizzò per il sonoro un sistema monofonico.

## Distribuzione
Distribuito negli Stati Uniti dalla Paramount Pictures, il film - un cortometraggio di 28 minuti - uscì nelle sale cinematografiche il 12 febbraio 1929.